# Niangua
Niangua is een plaats (city) in de Amerikaanse staat Missouri, en valt bestuurlijk gezien onder Webster County.

## Demografie
Bij de volkstelling in 2000 werd het aantal inwoners vastgesteld op 445.
In 2006 is het aantal inwoners door het United States Census Bureau geschat op 490, een stijging van 45 (10,1%).

## Geografie
Volgens het United States Census Bureau beslaat de plaats een oppervlakte van
1,1 km², geheel bestaande uit land. Niangua ligt op ongeveer 388 m boven zeeniveau.

## Plaatsen in de nabije omgeving
De onderstaande figuur toont nabijgelegen plaatsen in een straal van 28 km rond Niangua.

## Geboren
- Roy Blunt (1950), senator voor Missouri